# Alà dei Sardi
Alà dei Sardi ist eine italienische Gemeinde (comune) mit 1776 Einwohnern (Stand 31. Dezember 2023) in der Provinz Nord-Est Sardegna auf Sardinien. Die Gemeinde liegt etwa 28 Kilometer südwestlich von Olbia und grenzt unmittelbar an die Provinz Nuoro.

## Sehenswürdigkeiten

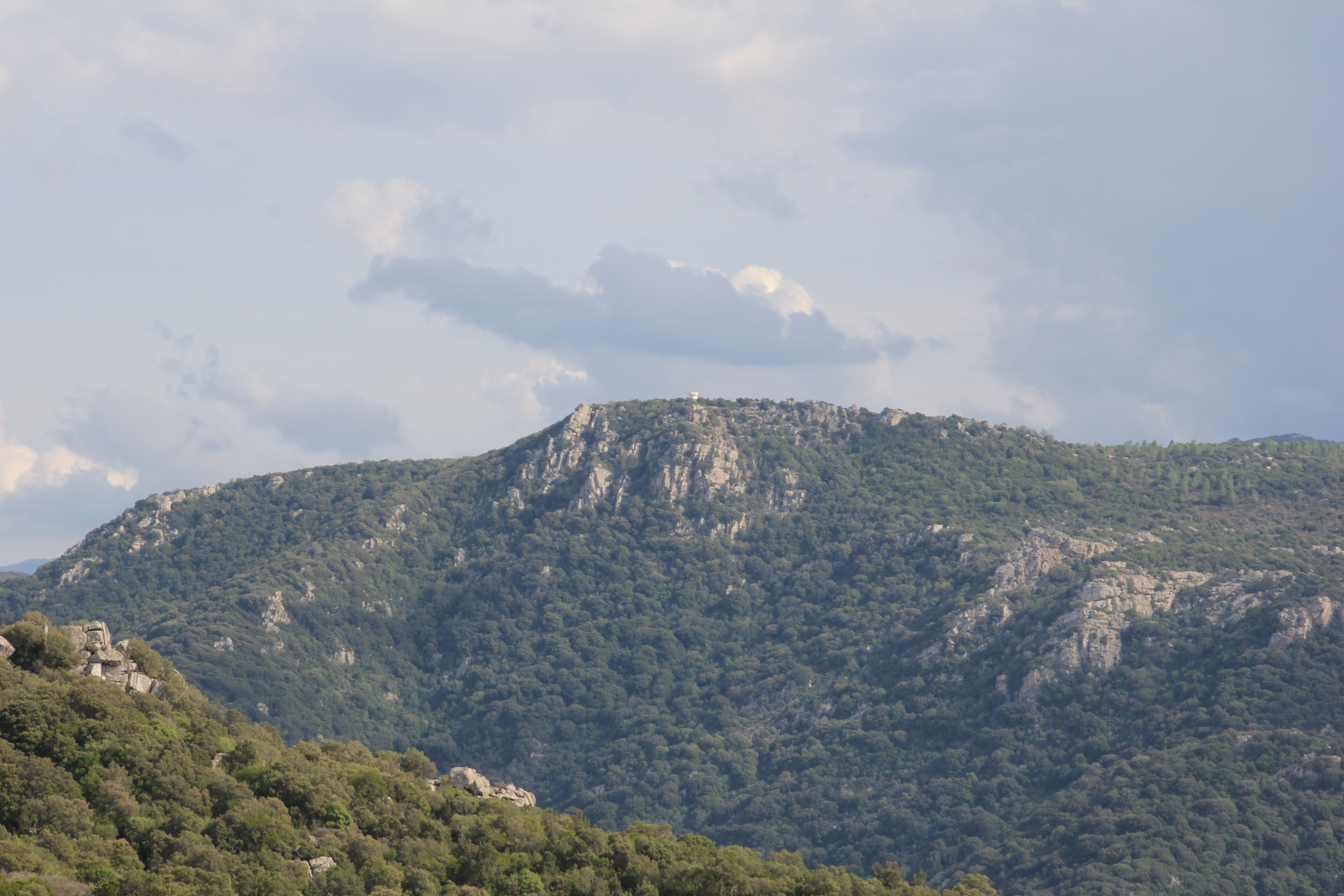
Wald von Sos Littos-Sas Tumbas

In der Gemeinde oder in ihrer Nähe befinden sich:
- Chiesa Sant Agostino
- das Gigantengrab von Sas Tumbas
- die Nuraghensiedlung Su Pedrighinosu
- Sos Nurattolos ein Brunnenheiligtum und Megarontempel
- die Nuraghe Loelle und die Nuraghe Iselle
- Pedra de Lughia Rajosa, Menhir und Dolmen
- die Murals (Mauerbilder) in Alà dei Sardi

## Verkehr
Durch die Gemeinde führt die Strada Statale 389 di Buddusò e del Correboi von Monti nach Lanusei.